# Río Toconce
Río Toconce är ett periodiskt vattendrag i Chile.   Det ligger i regionen Región de Antofagasta, i den norra delen av landet, 1 300 km norr om huvudstaden Santiago de Chile.
Omgivningen kring Río Toconce är ofruktbar med liten eller ingen växtlighet och området är glesbefolkat, med 10 invånare per kvadratkilometer.